# Qaramusalı
Qaramusalı (ryska: Карамусалы) är en ort i Azerbajdzjan.   Den ligger i distriktet Goranboj, i den centrala delen av landet, 270 km väster om huvudstaden Baku. Qaramusalı ligger 113 meter över havet och antalet invånare är 1 200.
Terrängen runt Qaramusalı är huvudsakligen platt, men norrut är den kuperad. Terrängen runt Qaramusalı sluttar österut. Närmaste större samhälle är Goranboy, 13,6 km söder om Qaramusalı.
Trakten runt Qaramusalı består till största delen av jordbruksmark. Runt Qaramusalı är det ganska tätbefolkat, med 67 invånare per kvadratkilometer.